# With a Little Help from My Friends (album)
With a Little Help from My Friends je první studiové album anglického zpěváka Joe Cockera. Vydáno bylo v květnu roku 1969 společností Regal Zonophone Records a jeho producentem byl Denny Cordell. Nahráno bylo v londýnských studiích Olympic Studios a Trident Studios. Svůj název dostalo podle stejnojmenné písně od skupiny The Beatles, jejíž coververze je na albu také zařazena. Na desce se nachází pouze tři autorské písně, zbylých sedm jsou coververze.

## Seznam skladeb
1. „Feeling Alright“ (Dave Mason) – 4:10
2. „Bye Bye Blackbird“ (Ray Henderson, Mort Dixon) – 3:27
3. „Change in Louise“ (Joe Cocker, Chris Stainton) – 3:22
4. „Marjorine“ (Joe Cocker, Chris Stainton) – 2:38
5. „Just Like a Woman“ (Bob Dylan) – 5:17
6. „Do I Still Figure in Your Life?“ (Pete Dello) – 3:59
7. „Sandpaper Cadillac“ (Joe Cocker, Chris Stainton) – 3:16
8. „Don't Let Me Be Misunderstood“ (Gloria Caldwell, Sol Marcus, Bennie Benjamin) – 4:41
9. „With a Little Help from My Friends“ (John Lennon, Paul McCartney) – 5:11
10. „I Shall Be Released“ (Bob Dylan) – 4:35

## Obsazení
- Joe Cocker – zpěv
- David Cohen – kytara
- Tony Visconti – kytara
- Jimmy Page – kytara
- Henry McCullough – kytara
- Albert Lee – kytara
- Chris Stainton – klavír, varhany, baskytara
- Tommy Eyre – klavír, varhany
- Artie Butler – klavír
- Matthew Fisher – varhany
- Steve Winwood – varhany
- Carol Kaye – baskytara
- Paul Humphrey – bicí
- Clem Cattini – bicí
- Mike Kellie – bicí
- B. J. Wilson – bicí
- Kenny – bicí
- Laudir – tumba, rumba koule
- Brenda Holloway – doprovodné vokály
- Patrice Holloway – doprovodné vokály
- Merry Clayton – doprovodné vokály
- Madeline Bell – doprovodné vokály
- Rosetta Hightower – doprovodné vokály
- Sue Wheetman – doprovodné vokály
- Sunny Wheetman – doprovodné vokály